# Neurigona xui
Neurigona xui är en tvåvingeart som beskrevs av Zhang, Yang och Patrick Grootaert 2003. Neurigona xui ingår i släktet Neurigona och familjen styltflugor. Inga underarter finns listade i Catalogue of Life.